# Axl Smith
Axl Smith, född 1984, är en finländsk programledare. Han har bland annat varit programledare för The Voice of Finland och sexualförbrytare. Han filmade kvinnor utan vetskap då de hade sex.